# Супербоул XLVI
Супербоул XLVI (англ. Super Bowl XLVI) — 46 решающая игра НФЛ по американскому футболу. Ежегодный матч Национальной Футбольной Конференции (НФК) против Американской Футбольной Конференции (АФК). В матче играли Нью-Йорк Джайентс от НФК и Нью-Ингленд Пэтриотс от АФК. 5 февраля 2012 года в присутствии 68 658 человек Нью-Йорк победил со счетом 21-17.

## Трансляция
В США матч транслировал NBC. «Джайентс» стали первой командой выигравший супербоул со всеми американскими вещателями НФЛ (Супербоул XXI — CBS, супербоул XXV — ABC, супербоул XLII — FOX и этот матч — NBC). В России матч транслировал НТВ-Плюс.

## Ход матча
ПЕРВАЯ ПОЛОВИНА
Том Брэди квотербек «Патриотс» был вынужден отбросить мяч подальше не кого из его команды там не было. Мяч в момент броска находился в руках Брэди на 3-ярдовый линии. Судьи решили, что брэди бросил нелегальный пас в землю (англ. Intentional grounding). Нью-Йорку засчитывается сейфти и 2 очка. Затем, Джайентс, увеличивают отрыв тачдауном до 9:0. Во второй четверти Нью-Ингленд делает тачдаун и филд гол, вырывается вперед 10-9.
ВТОРАЯ ПОЛОВИНА
Нью-Ингленд ещё больше укрепляет преимущество делая тачдаун и лидирует 17-9. После этого два похожих филд гола оформляет Нью-Йорк, сокращая до 15-17. Почти всю четвертую четверть команды не набирали очков. Лишь за 57 секунд до финала, Нью-Йорк забивает очень важный тачдаун и лидирует 21-17, потому, что, двух очковая попытка не удалась. Нью-Ингленд не сможет набрать очки.
Супербоул XLVI
|                   | 1 | 2  | 3 | 4 | ФИНАЛ |
| ----------------- | - | -- | - | - | ----- |
| Нью-Ингленд (АФК) | 0 | 10 | 7 | 0 | 17    |
| Нью-Йорк (НФК)    | 9 | 0  | 6 | 6 | 21    |

На стадионе «Лукас Ойл»
- Дата:5 февраля 2012
- Погода: Матч прошел с закрытой крышей
- Зрителей:68658
- Судья: Джон Парри

ИНФОРМАЦИЯ
NE-Нью-Ингленд, NY-Нью-Йорк, ЭП-Экстрапоинт
■ Первая четверть:
⊙NY-8:52-после нарушение мяч перемещен в зону Патриотс для сейфти, Нью-Йорк повел 2:0
⊙NY-3:24-2-ярдовый тачдаун+ЭП, Нью-Йорк ведет 9:0
■ Вторая четверть:
⊙NE-13:48-29-ярдовый филд гол, Нью-Йорк ведет 9:3
⊙NE-0:08-4-ярдовый тачдаун+ЭП, Нью-Ингленд повел 10:9
■ Третья четверть:
⊙NE-11:20-12-ярдовый тачдаун+ЭП, Нью-Ингленд ведет 17-9
⊙NY-6:43-38-ярдовый филд гол, Нью-Ингленд ведет 17-12
⊙NY-0:35-33-ярдовый филд гол, Нью-Ингленд ведет 17-15
■ Четвёртая четверть:
⊙NY-0:57-6-ярдовый тачдаун, но двух очковая попытка не удачна, Нью-Йорк повел 21-17